# Bairro (Vila Nova de Famalicão)
Bairro is een plaats (freguesia) in de Portugese gemeente Vila Nova de Famalicão en telt 3803 inwoners (2001).

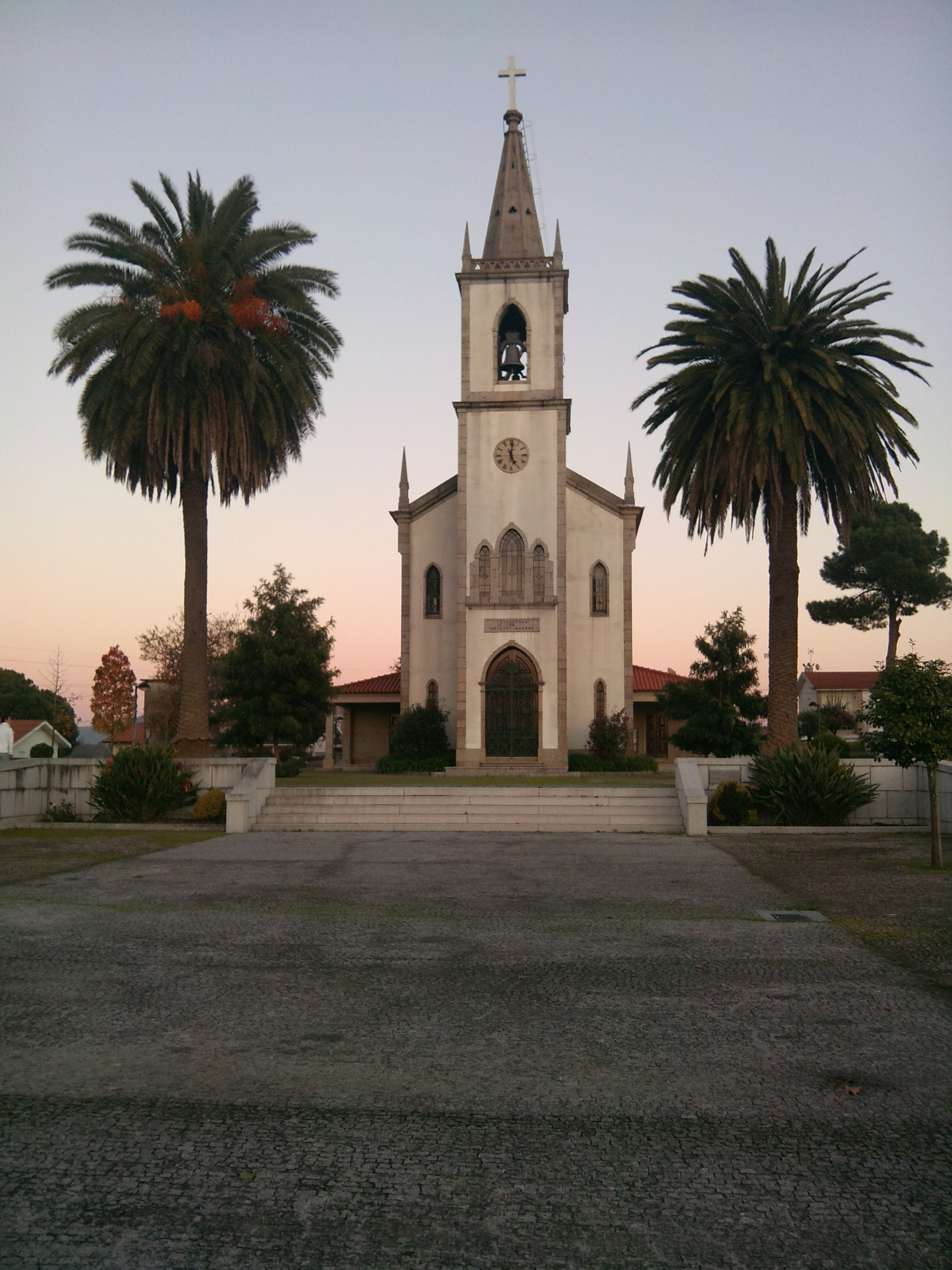
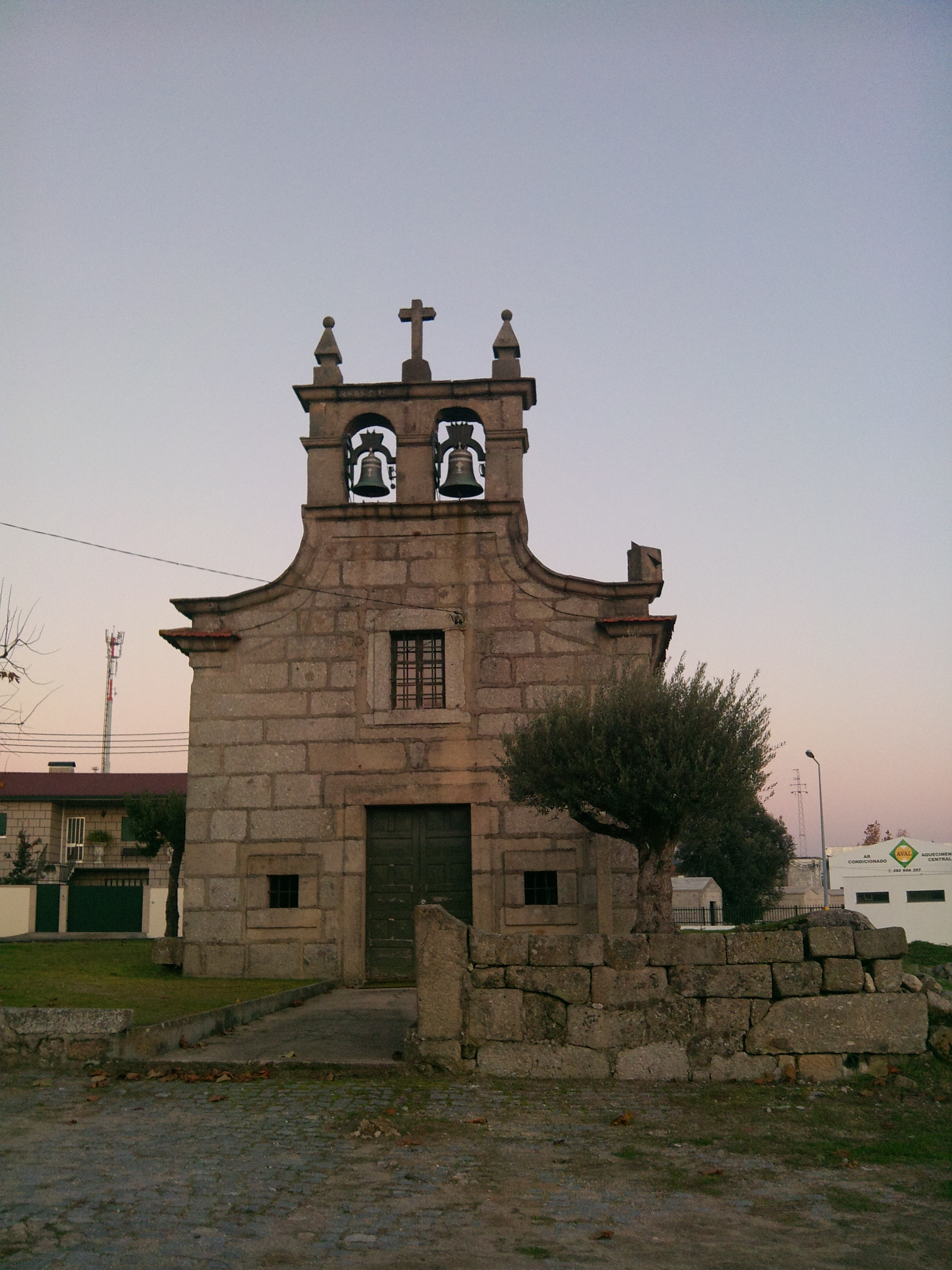
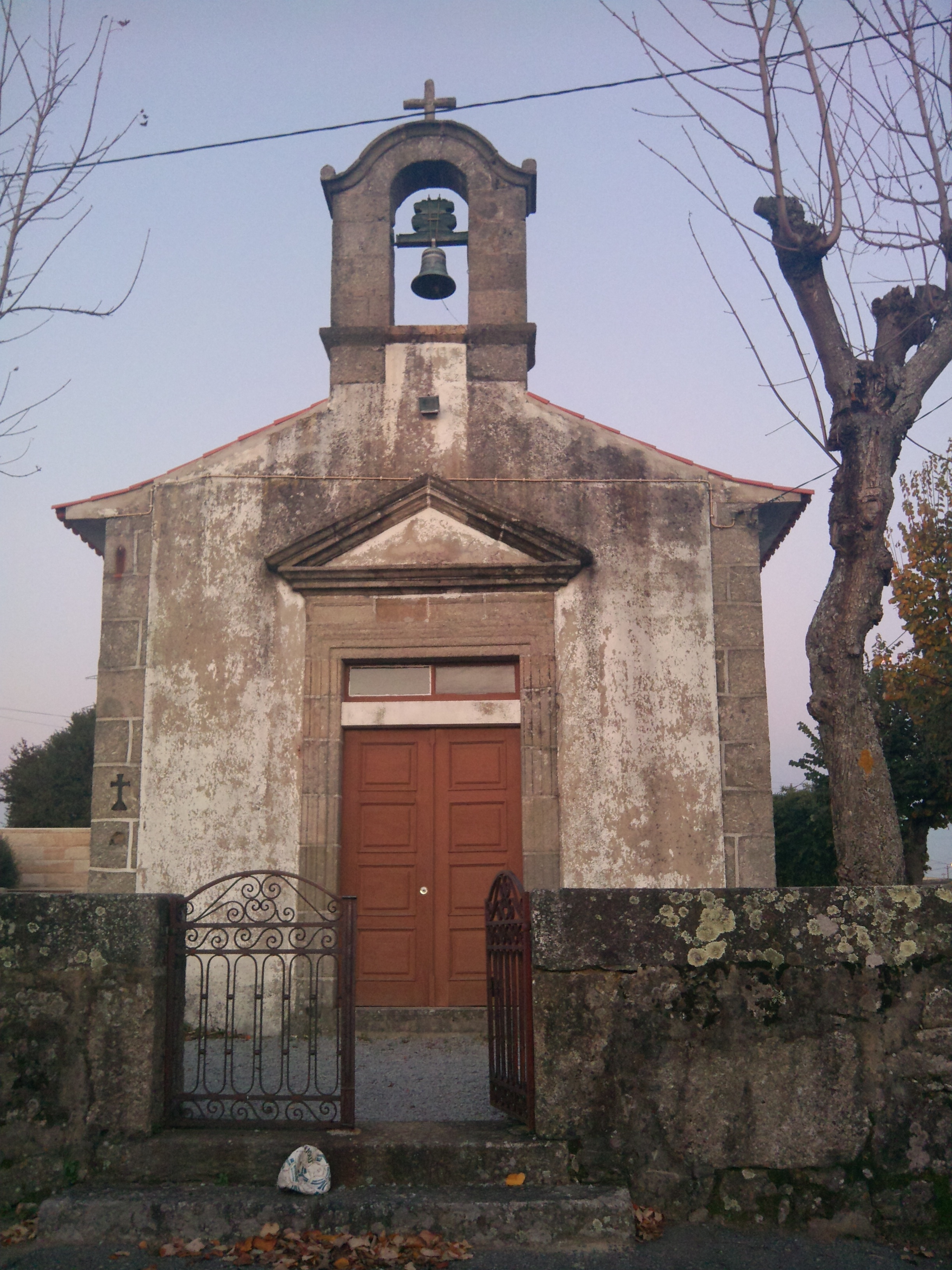